# Овсянка (река, впадает в Удомлю)
Овсянка (Мушинка) — река на территории России, протекает по Удомельскому району Тверской области.
В верхнем течении река называется Мушинка, в нижнем (после впадения справа Бубенки) — Овсянка.
Мушинка вытекает из озера Мишутинское в восточной его части. Овсянка впадает в озеро Удомля у деревни Ряд. Длина реки составляет 14 км.
Река протекает через территорию Рядского сельского поселения. На правом берегу Мушинки стоит деревня Мушино, у устья на берегу озера Удомля расположена деревня Ряд.

## Данные водного реестра
По данным государственного водного реестра России относится к Балтийскому бассейновому округу, водохозяйственный участок реки — Мсты без реки Шлины от истока до Вышневолоцкого гидрологического поста, речной подбассейн реки — Волхов. Относится к речному бассейну реки Нева (включая бассейны рек Онежского и Ладожского озера).
Код объекта в государственном водном реестре — 01040200212102000020650.